# Rafael Cretaro
Rafael Cretaro (Sligo, 15 ottobre 1981) è un calciatore irlandese, centrocampista del Ballina Town.

## Carriera
Di padre italiano, Cretaro si segnala per aver segnato con la maglia dello Sligo Rovers un gol nel primo turno di qualificazione alla UEFA Europa League 2009-2010, contro il Vllaznia

## Palmarès
- Coppa d'Irlanda: 2

Sligo Rovers: 2011, 2013